# Hồ Thị Tùy
Hồ Thị Tùy (chữ Hán: 胡氏隨; 1795 – 23 tháng 11 năm 1839), còn có húy là Khiên, phong hiệu Ngũ giai An tần (五階安嬪), là một cung tần của vua Minh Mạng nhà Nguyễn trong lịch sử Việt Nam.

## Tiểu sử
An tần Hồ Thị Tùy nguyên quán ở tổng Bái Ân, huyện Triệu Phong, tỉnh Quảng Trị. Bà Tùy sinh vào tháng 2 âm lịch năm Ất Mão (1795), là con gái của ông Hồ Văn Chiêm, sau được truy tặng là Cẩm y vệ Hiệu úy; mẹ là phu nhân họ Lâm. Bà nhập cung hầu vua Minh Mạng vào năm Gia Long thứ 9 (1810), khi ông còn là Thái tử nơi tiềm để.
Năm 1820, vua Minh Mạng lên ngôi, lần lượt phong cho bà Tùy làm Tài nhân, Mỹ nhân (1824), Tiệp dư (1829), đều ở hàng Lục chức. Năm 1836, sau khi cấp bậc nội cung được định lại, Tiệp dư Hồ thị được tấn làm An tần (安嬪) ở hàng Ngũ giai. Địa vị của bà khi đó ở hàng thứ 4, sau Hiền phi, Trang tần, Thục tần. Vì ba vị Huệ tần, Lệ tần và Hòa tần phải đến năm 1838 mới được phong. Sau khi bà Thục tần Nguyễn Thị Bảo mắc tội bị giáng thì địa vị của An tần vươn lên thứ 3 nhưng lại bị đẩy xuống thứ 4 năm 1838 vì Huệ tần Trần Thị Huân được cất nhắc lên hàng Tứ giai.
Ngày 18 tháng 10 âm lịch năm Kỷ Hợi, tức ngày 23 tháng 11 năm 1839, An tần Hồ thị qua đời, hưởng thọ 45 tuổi, được ban thụy là Hoa Diễm (華艷). Bà được vua Minh Mạng ân chuẩn cho lập từ đường để thờ gọi là Ý Thục từ, nhiều thứ phi của vua Minh Mạng mất trước đó cũng được cho thờ tại đây. Đến năm 1870, thần chủ (bài vị) của bà An tần được đưa về phủ của người con trai trưởng là Tương An Quận vương Miên Bảo.
Tẩm của bà ở làng Cư Chính, huyện Hương Thủy, tỉnh Thừa Thiên (nay thuộc xã Thủy Bằng, thành phố Huế).

## Hậu duệ
Bà An tần Hồ Thị Tùy sinh cho vua Minh Mạng được 3 hoàng tử và 1 hoàng nữ, là:
- Phong Hòa Công chúa Nguyễn Phúc Nhu Thuận (21 tháng 4 năm 1819 – 18 tháng 10 năm 1840). Công chúa mất trước khi lấy chồng.
- Tương An Quận vương Nguyễn Phúc Miên Bảo (30 tháng 5 năm 1820 – 8 tháng 3 năm 1854), hoàng tử thứ 12.
- Nghĩa Quốc công Nguyễn Phúc Miên Tể (21 tháng 10 năm 1822 – 5 tháng 12 năm 1844), hoàng tử thứ 18.
- Hòa Thạnh vương Nguyễn Phúc Miên Tuấn (12 tháng 6 năm 1827 – 22 tháng 6 năm 1907), hoàng tử thứ 37